# Селахатин Демирташ
Селахатин Демирташ (на турски: Selahattin Demirtaş) е турски политик, депутат във Великото Народно събрание на Турция от кюрдски етнически произход. Бил е съпредседател на Партията на мира и демокрацията (2010 – 2014) и на Демократичната партия на народите (2014 – 2018). Два пъти се кандидатира за президент на Турция, излъчен от Демократичната партия на народите на изборите през 2014 и 2018 г.

## Ранни години
Селахатин Демирташ е роден на 10 април 1973 г. в град Палу, вилает Елязъг, Турция, в семейство от кюрдската субетническа група заза. Демирташ завършва средното си и основно образование в родния си град. Първоначално записва да учи търговия и управлене, но по-късно се отказва.
Завършва специалност „Право“ в Анкарския университет и работи като адвокат на свободна практика, преди да започне политическата му кариера. През 2006 г. е избран за член на Съвета на директорите на Асоциацията за правата на човека в Диарбекир.

## Политическа кариера
На парламентарните избори през 2007 г. е избран за депутат във Великото Народно събрание на Турция от Партията на демократичното общество. След забраната и тя се преобразува в Партия на мира и демокрацията.
През 2009 г. Върховния съд на Турция издава заповед за закриване на Партията на демократичното общество и депутатите от ПДО стават част от Партията на мира и демокрацията (ПМД), в това число и Демирташ. През 2010 г. по време на първия конгрес на партията Селахатин Демирташ е избран за неин съпредсезадел, заедно с Гюлтан Къшанак.
На парламентарните избори през 2011 г. той е издигнат от „Труд, демокрация и свобода“ (листа утвърдена от ПМД и 18 други демократични политически организации), и е преизбран за депутат в 24–ия парламент.
От 22 юни 2014 г. Селахатин Демирташ заедно с Фиген Юксекдаг са избрани за съпредседатели на Демократичната партия на народите.

### Президентски избори 2014 г.
Демирташ е кандидат за президент, издигнат от Демократичната партия на народите на изборите през 2014 г. Тогава той се класира трети, като събира 9,77 % подкрепа от избирателите.
- Резултати за Селахатин Демирташ, по вилаети. (в %)
- Резултати за Селахатин Демирташ от страните по света. (в %)

### Президентски избори 2018 г.
Демирташ е кандидат за президент, издигнат от Демократичната партия на народите на изборите през 2018 г.

## Процеси
През септември 2010 г. той е осъден на 10 месеца затвор за предполагаеми връзки с Работническата партия на Кюрдистан (ПКК), но го освобождават с присъда 5 години условно.
През 2011 – 2012 г. по време на кюрдските протести в Турция, става лидер на кампания за гражданско неподчинение, сравнявайки ги с Арабската пролет, по-специално на революцията в Египет. След разстрела на поддръжници на Партията на мира и демокрацията от страна на турската полиция през април 2011 г. От името на кюрдите той се среща с тогавашния турски президент Абдуллах Гюл.
На 4 ноември 2016 година в разгара на обвиненията около опита за държавен преврат в на 15 юли същата година, Демирташ е арестуван заедно със съпредстедателя на партията – Фиген Юксекдат, както и с над 80 депутати и представители на местната власт от Демократичната партия на народите. Той е обвинен в пропаганда и членство в Кюрдската работническа партия (ПКК), която Анкара и западните ѝ съюзници определят като „терористична“. Демирташ е заплашен от 142-годишна присъда.

## Личен живот
Демирташ е женен за Башак Демирташ, от която има две дъщери – Делял и Дилда. Демирташ е изправен пред заплахи поради политическата си дейност, като на 22 ноември 2015 г. преживява опит за убийство. Негов брат е Нуретин Демирташ, председател на Партията за демократично общество (2007 – 2009).